# نارانپاناوا کاراگاستنا
نارانپاناوا کاراگاستنا (به لاتین: Naranpanawa Karagastenna) یک منطقهٔ مسکونی در سری‌لانکا است که در استان مرکزی (سری‌لانکا) واقع شده‌است.